# La Tuna, Guerrero
La Tuna är en ort i Mexiko.   Den ligger i kommunen San Miguel Totolapan och delstaten Guerrero, i den södra delen av landet, 220 km sydväst om huvudstaden Mexico City. La Tuna ligger 1 566 meter över havet och antalet invånare är 314.
Terrängen runt La Tuna är kuperad åt sydost, men åt nordväst är den bergig. Runt La Tuna är det glesbefolkat, med 19 invånare per kvadratkilometer. Närmaste större samhälle är Chichiltepec, 15,0 km nordost om La Tuna. I omgivningarna runt La Tuna växer huvudsakligen savannskog.